# Piotr I Karadziordziewić
Piotr I Karadziordziewić (cyr. Петар I Карађорђевић, lat. Petar I Karađorđević; ur. 29 czerwca 1844 w Belgradzie, zm. 16 sierpnia 1921 tamże) – ostatni król Serbii od 1903 do 1918 roku, pierwszy władca Królestwa Serbów, Chorwatów i Słoweńców od 1918 roku.

## Życiorys
Urodził się jako piąte dziecko księcia Aleksandra z dynastii Karadziordziewiciów i księżnej Persidy. Edukację rozpoczął w Belgradzie, gdzie skończył szkołę podstawową i gimnazjum. Potem kontynuował ją w szkołach wyższych w Genewie i Paryżu. Walczył po stronie Francuzów w wojnie francusko-pruskiej (1870–1871). W 1875 roku przyłączył się do bośniackiego powstania przeciwko Turkom. Doszedł do władzy w wyniku puczu wojskowego w 1903 roku, który obalił dynastię Obrenowiciów.
Wynikiem wojen bałkańskich był znaczący wzrost terytorialny Serbii i wyparcie z Bałkanów osłabionego Imperium Osmańskiego. Na skutek trudów wojny podupadł na zdrowiu i zrezygnował tymczasowo z pełnienia urzędu na rzecz swojego syna Aleksandra, którego ustanowił regentem. W sierpniu 1914 roku po kryzysie sarajewskim Austro-Węgry wypowiedziały wojnę Serbii, rozpoczynając tym samym I wojnę światową. W grudniu 1918 powrócił do kraju, aby objąć tron nowo utworzonego Królestwa Serbów, Chorwatów i Słoweńców. Po jego śmierci na tron wstąpił jego syn Aleksander.
Jako król Serbii wsławił się reformami konstytucji, wojska, systemu edukacji, rolnictwa i został zapamiętany jako król Piotr I Wybawiciel (cyr. Краљ Петар I Ослободилац).